# 仔魚

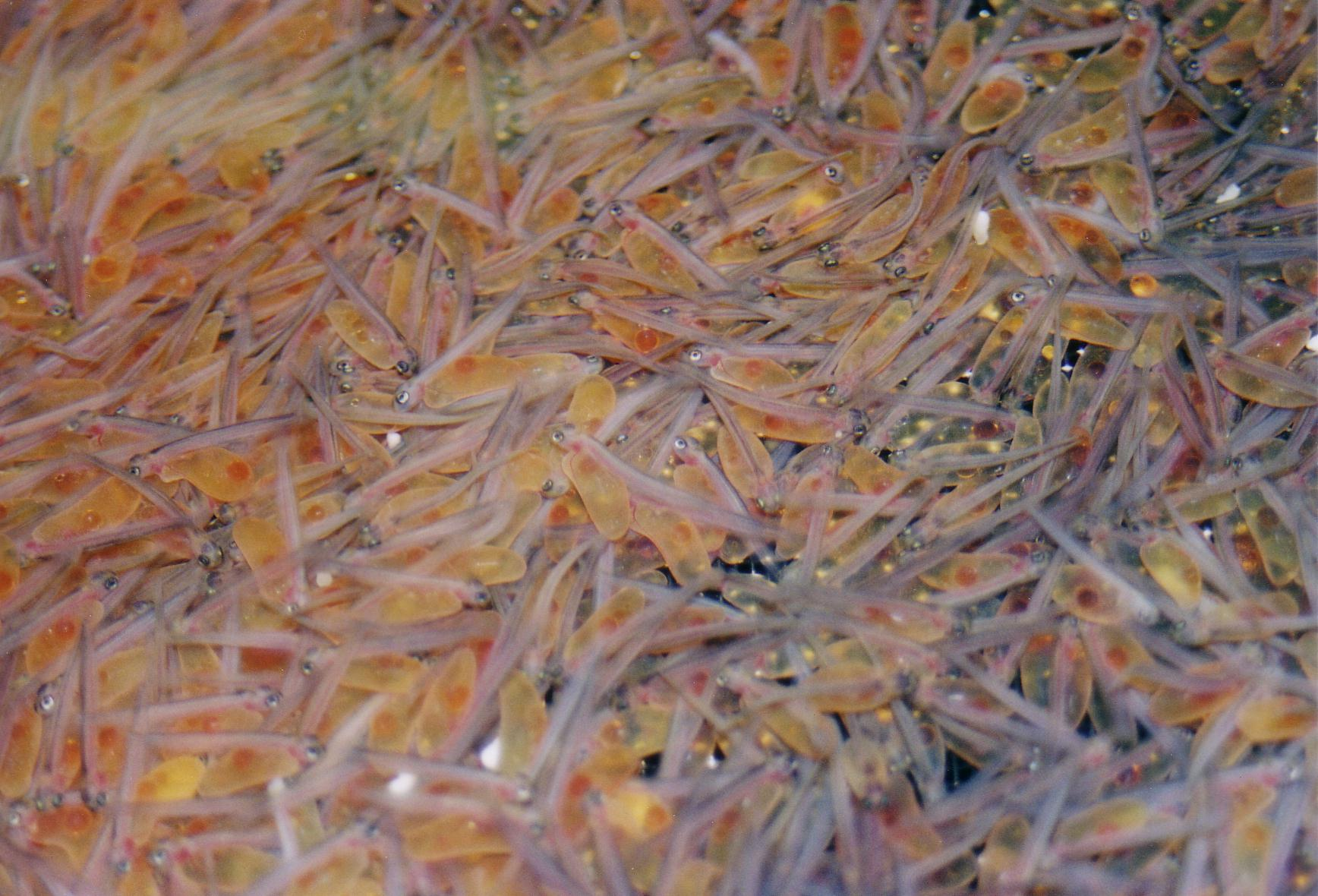
マスの仔魚

仔魚（しぎょ、英：larva）とは、魚類の成長過程における初期の発育段階の一つ。幼生とも呼ばれる。広義ではしばしば稚魚（ちぎょ、英：juvenile）と混同され、両者を合わせて仔稚魚（しちぎょ）と総称することも多い。発生学の観点からは仔魚と稚魚は異なる段階として区分され、仔魚の次のステージが稚魚にあたる。

## 概要
一般に、魚類が卵から孵化してから、骨格や鰭（ひれ）などの基本的な体制を整えた稚魚となるまでの段階を仔魚と呼ぶ。多くの場合、生まれたばかりの仔魚は全長数mm程度で、鰭や臓器の発達は未熟であり遊泳力もほとんどない。仔魚は厳しい条件の下で外敵からの捕食を避け、自ら餌を摂り、適切な成育環境へと移動しなければならない。このため、仔魚の生存率は極めて低く、稚魚期に到達できる個体はごくわずかで、種によっては千分の一にまで減衰する。この現象は初期減耗と呼ばれ、魚類の生活史を解明する上での重要な問題として、あるいは水産養殖における課題として、古くから研究対象とされている。
魚類の繁殖様式は卵生と胎生（卵胎生）に分けられ、軟骨魚類とシーラカンス、およびウミタナゴ・メバル・グッピーなど一部の真骨類が卵胎生である。現生魚類の大半を占める真骨類の多くは卵生で、このうち海水魚は小型の浮性卵を大量に産む一方、河川などに回帰する鮭鱒類（けいそんるい）等は比較的大きな沈性卵を少数産む傾向があり、他の淡水魚は水底のや藻草などに付着性卵を少数産む。仔魚の形態や生活様式、稚魚への変態などの特徴はグループによって大きく異なり、さまざまな手段によって環境への適応および種の存続を図っている。

## 定義と区分

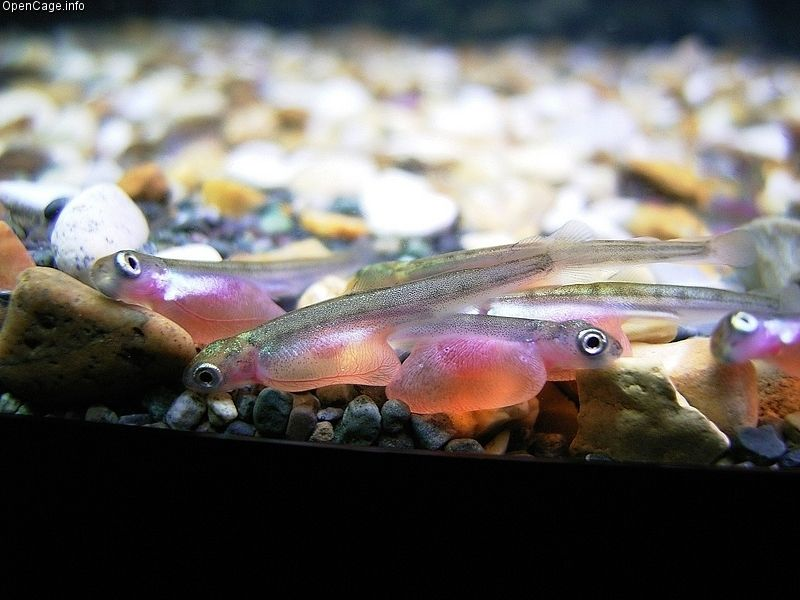
サケの卵黄嚢仔魚。腹部の大きな卵黄は、餌を取れない初期段階の仔魚に栄養を供給する

魚類の成長において、どの段階を厳密に「仔魚」として扱うかはさまざまな見解がある。一般には形態学的な変化に基づき、卵から孵化した後、各鰭の鰭条（きじょう）の原基が出現するまでを仔魚とみなすことが多い。
仔魚は大きく2つの発育段階（ピリオド）、卵黄仔魚期と仔魚期に分けられる。孵化したばかりの仔魚は腹部に卵黄をもっており、卵黄嚢仔魚と呼ばれる。卵黄を発育のための栄養として完全に吸収するまでを前期仔魚（英：pre-larva）、卵黄が消失してから鰭の鰭条が一定数に達するまでの段階を後期仔魚（英：post-larva）と呼ぶ。
後期仔魚は主に脊索の形態によって、さらに3つのフェーズ（前屈曲期・屈曲期・後屈曲期）に細分される。卵黄嚢が吸収された直後は脊索の後端は直線状であるが（前屈曲期）、次第に背中側に折れ曲がるようになる（屈曲期）。脊索の後端からは尾鰭の形成が始まり、尾鰭鰭条が完成したものを後屈曲期の仔魚として扱う。

## 仔魚の生活史

### 浮遊生活
魚類の生活場所はさまざまで、外洋を遊泳するマグロ、海底からあまり離れないカレイやヒラメ、光の届かない暗黒の海域で暮らす深海魚など非常に多岐にわたるが、彼らの仔魚はほとんどの場合表層で生活する。多くの海水魚（特に真骨類）は浮性卵を産み、孵化した仔魚はそのまま浮遊生活に移行する。一方、海藻や砂底などに沈性卵を産む魚類の場合でも、仔魚の生活場所は表層付近であることが多い。
卵黄を吸収した後は、仔魚は自力で餌をとることで栄養を補給しなければならない。仔魚の主な餌は植物プランクトンや動物プランクトンの幼生、特にカイアシ類のノープリウス幼生であることが多い。初回の摂餌に成功するかどうかは、仔魚の生き残りに大きな影響を与える重要な要因である。摂餌行動の開始は卵黄が完全に吸収される前であることが多く、餌にありつけなくとも栄養を補うことができる猶予期間となっている。
浮遊生活の期間は魚種によって異なるが、一般に寒冷な地域ほど長く、熱帯域では短い傾向がある。

### 接岸回遊
遊泳力の弱い仔魚は浮遊生活の初期に潮流・海流の影響を強く受け、広い範囲の海域に拡散する。沿岸域に分布する海産真骨類の場合、浮遊生活を終える時期には本来の生息場所である海岸近くに戻る行動がみられ、これを接岸回遊と呼ぶ。この時期の仔魚は能動的な遊泳を可能にする身体構造を獲得しているほか、新たな生育環境に対する形態的・行動的適応が発現するなど、接岸回遊の開始は稚魚期への移行と重なる部分が多い。
接岸回遊は初回摂餌と同様に、仔魚の生き残りにとって重要なイベントである。漂泳生活の間に海岸から遠く離れてしまった仔魚は、接岸できずに死亡する可能性が高まる。また、沿岸に達した後も、限られた生育場所をめぐる他の仔稚魚との競合に勝ち残らねばならない。さらに、生存に適した水温範囲を超えて運ばれた仔魚は、たとえ接岸回遊に成功したとしても、最終的には冬（あるいは夏）を越えることができず死亡する（死滅回遊）。

## 仔魚の形態
| マンボウの仔魚。成魚の姿からは想像できないトゲ状の突起は、浮遊生活への適応とみられている |  | アラ Niphon spinosus （ハタ科）の仔魚。背鰭の第3棘条が伸長する |
| マンボウの仔魚。成魚の姿からは想像できないトゲ状の突起は、浮遊生活への適応とみられている |  | アラ Niphon spinosus （ハタ科）の仔魚。背鰭の第3棘条が伸長する |

### 浮遊生活への適応
生まれたばかりの仔魚は遊泳力が弱いため、浮力を確保するための適応とみられる特徴的な形態をとることが知られている。レプトケファルスやシラスのように体の水分含量を高めるもの、ハゼ類のように仔魚期のみに浮き袋をもつものなどは、いずれも体比重を低下させることにより浮力を得ている。卵黄嚢仔魚の卵黄に存在する油球も、水より比重が低い。
体表面積の拡大もまた、浮力確保には有効な手段である。体を極端に平べったくしたり細長くしたりすることで、相対的な表面積を拡大することができる。体の一部を極端に突出させたものも多く、糸状の鰭条をもつアンコウ類、ハタ科仔魚の著しく長い背鰭棘、ミツマタヤリウオの眼柄などが知られている。

### 消化管の発達
卵黄嚢期の仔魚は胃が未発達で、わずかな原基として存在するのみである。一般に、摂餌の開始とともに胃の分化が始まり、消化管全体での消化酵素の合成も活発となる。胃の分化に続いて、魚類に特有の消化管構造である幽門垂の形成が起こり、稚魚の移行時には消化管の体制がほぼ整う。

### 稚魚への変態
自ら餌を取れるようになり、鰭など体の基本体制を整えた仔魚は、親に似た姿の稚魚へと移行する。仔魚から稚魚への移行にはさまざまな形態変化が生じるが、ウナギやヒラメなどにみられる特に劇的な変化は変態（英：metamorphosis）と呼ばれる。一般的な仔魚にみられる形態変化はもう少し緩やかであることが多いが、広い意味で「変態」に含めることがしばしばある。